# Jupiter (mytologie)
Jupiter latinsky a česky alternativně Iuppiter (skloňování Jupitera/Jova, Jupiteru/Jovovi atd.), je nejvyšší z římských bohů vládnoucí nebesům a hromu. Byl hlavním bohem starověkého Říma od jeho založení do christianizace Římské říše. V rámci interpretatio graeca byl od 6. století př. n. l. ztototožněn s řeckým Diem a v římské literatuře a umění převzal jeho mytologii a ikonografii. Za jeho rodiče tak začali být považováni Saturn a Ops, jeho sourozence Neptun, Ceres, Pluto, Vesta a Juno, která je zároveň jeho manželkou, a za jeho dceru Minerva. Tento vliv byl také zprostředkován skrze etruského nejvyššího boha Tinia.
Etymologicky a strukturálně odpovídá různým indoevropským bohům nebes, jako je oskijský Diovem, umbrijský Juve, řecký Zeus, védský Djaus, germánský Tiwaz a litevský Diēvas. Italičtí a řečtí bohové nebes, včetně Jova, však na rozdíl od svých protějšků jsou vládci panteonu a hromu.

## Etymologie
Jméno Jupiter je vokativ odvozený od rekonstruovaného praitalického *djous patēr, složeného z *djous „den, nebe“ a *patēr „otec“. Odpovídá tak například řeckému vokativu Zeú pater „otče Die“.

## Kult
Jupiter společně s Martem a Quirinem tvořil takzvanou archaickou triádu, kde měl vedoucí funkci, stejně jako v pozdější kapitolské triádě, kde vystupoval s Junonou a Minervou. Byl mu zasvěcen nejvýznamnější z flamen maiores „hlavních kněží“ zvaný flamen Dialis. Byla mu přisuzována řada titulů souvisejících s jeho různými funkcemi a okruhy působnosti. Jedná se zřejmě o pozůstatky zaniklých numen, která Jupiter absorboval. Velká část z nich se týká jeho atmosférických funkcí, například epiteton Tonans odkazuje na hrom, Fulminator na blesk, Serenus na klidnou oblohu, Caelestis na nebesa, Lucetius na světlo, Elicius na duhu a Rigator na vláhu deště.
Ve své funkci boha deště měl také vládu nad zemědělstvím. Vzýván byl především při vinařských svátcích jako byly Meditrinalie slavené 11. října. Také mu byl zasvěcen rituál Aquaelicium konaný v případě dlouhého sucha v podobě procesí na Kapitol.
Ve svém aspektu ochránce Říma byl nazýván Feretrius, Stator „Zastavitel“, Victor „Vítěz“ nebo Imperator. Ochráncem římského státu byl také Iuppiter Optimus Maximus, který byl zárukou božského míru a kterému obětovali konzulové při nástupu do úřadu.
Mezi další aspekty či hypostáze Jova patří:
- Dius Fidius – bůh přísah a práva
- Iuppiter Summanus – bůh nočních blesků
- Iuppiter Pistor – „Pekař“, bůh mlýnů
- Iuppiter Dolichenus – bůh s mysterijním kultem vzniklým pod orientálním vlivem[7]